# Kawamoto Kihachirō

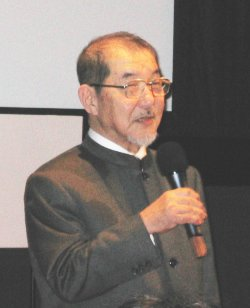
Kawamoto Kihachirō

Kawamoto Kihachirō (japanisch 川本 喜八郎; geboren 11. Januar 1925 in Tokio; gestorben 23. August 2010) war ein vielfach mit Preisen ausgezeichneter japanischer Animator.

## Leben und Wirken
Kawamoto Kihachirō machte seinen Studienabschluss in Architektur an der „Hochschule für Technik und Gewerbe“ (横浜高等工業学校, Yokohama kōtō kōyō gakkō), der Vorläufereinrichtung der „Staatlichen Universität Yokohama“. Er arbeitete von 1946 bis 1950 für die Tōhō-Filmgesellschaft, schloss  sich nach einer Zeit als Freischaffender 1958 der „Shiba-Production“, einer Animation-Firma, an. 1964 besuchte er die Tschechoslowakei, um sich unter dem Großmeister der Animation Jiří Trnka weiter zu bilden.
Nach seiner Rückkehr begann Kawamoto Sendungen für die Rundfunk- und Fernsehanstalt NHK herzustellen. Seine Serie mit animierten Puppen „Die Romanze der Drei Königreiche“ (三国志, Sangoku-shi), die von 1982 bis 1984 lief, machte ihn als erstklassigen Puppen-Animator bekannt. Eine weitere Serie war seine Fassung des Heike monogatari.
Zu seinen weiteren bekannten Produktionen gehören „Dämonen“ (鬼, Oni) aus dem Jahr 1972, „Das Leben eines Poeten“ (詩人の生涯, Shijin no Shōgai) 1974 und „Dōjōji“ aus dem Jahr 1976, eine Animation eines Nō-Dramas, dem eine Legende zugrunde liegt, die sich am Tempel Dōjō-ji ereignete. 
Für seine Animationsfilme wurde Kawamoto mehrfach mit dem Ōfuji-Noburō-Preis ausgezeichnet. Er erhielt die Médaille de la Ville de Paris und 1988 die Winsor McCay Award. Kawamoto war von 1996 bis 2010 Präsident der „Japanische Gesellschaft für Animation“ (日本アニメーション協会, Nihon animēshon kyōkai) und anschließend deren Ehrenpräsident.
In der Stadt Iida in der Präfektur Nagano gibt es ein Puppen-Museum zu seinen Ehren, das „Kawamoto Kihachirō ningyō bijutsukan“ (川本喜八郎人形美術館).